# MC-B2
MC-B2（エムシービーツー）は、モリサワが開発、販売していたDTPソフトウェアである。

## 概要
印刷・出版業界におけるPostScriptフォントの第1位の市場シェアを誇るモリサワが開発、販売しているDTPソフトウェア（組版ソフトウェア）である。
大量ページの処理、データベース組版、数式組版に強いという特徴をもち、近年では同種の競合ソフトであるEdianの衰退とともにシェアが伸びている。
2013年6月現在の最新バージョンは「MC-B2 6.20」。モリサワではMC-B2の事実上の後継版としてMC-Smartを発売している。
オプションソフトウェアと共に使用する事で、自動組版や、Microsoft Wordファイルへの変換なども行う事ができる。

## バッチ処理に適した組版操作
MC-B2は、組版結果の画面「レイアウト画面」と、MCLコマンドと呼ばれる独自コードが挿入されたテキスト画面「エディタ画面」の2つを表示させ、エディタ画面側を操作することで組版を行う。
そのため、一般的なDTPソフトであるInDesignとは全く異なっており、InDesignオペレータが臨時でMC-B2オペレータになる事はまず不可能だと考えられる。
文章の構造などを指定するMCLコマンドと本文が混在しているテキスト、つまりマークアップ言語を扱うという点は、写研などの電算写植や、TeX、HTMLなどとよく似ているが、MCLコマンドはこれらよりわかりやすく設計されている。

## 主なMCLコマンド

### 文字属性
<J>コマンド
例：<J size=13Q>　</J>
この例は、このタグで囲まれた範囲内の文字サイズを13Qにする、というコマンドである。

### 行属性
<G>コマンド
例：<G l=20Q>
この例は、行送りを20Hにする、というコマンドである。1Q=1H(=0.25mm)なので、MC-B2ではどちらもQで表記する仕様になっている。

### 図版挿入（インライン）
<INL>コマンド
例：<INL type=OBJ path="図版名">
この例は、「図版名」という名前の図版をインラインで挿入する、というコマンドである。

### 文字合成
<GOU>コマンド
例：<GOU size=13Q>○<GOU2 size=9Q>答</GOU>
この例は、「○」と「答」を合成して丸付きの答ロゴを作成しているコマンドである。
このように、3つ連なったコマンドも存在する。

### 伸ばし禁止
<XNBS>コマンド
これは、ジャスティファイにより文字間が開いてしまうのを抑制するためのコマンドである。
引数がないコマンドである。